# Munkar en Nakir
Nakir en Munkar, (Arabisch: نكير و منكر ) zijn binnen de islam en de bijbehorende eschatologie twee engelen, die de overledene in het graf zullen ondervragen met betrekking tot het geloof. Beide engelen en dergelijke ondervragingen worden niet genoemd in de Koran. 
Sinds de achtste en negende eeuw zijn er teksten bekend waarin de engelen en hun rol worden genoemd. Er wordt gezegd dat ze verschillen van alle andere levende wezens, dat zij geen mensen, engelen of dieren zijn, maar een vorm die op niets anders lijkt.
Er zijn geen vergelijkbare figuren in de christelijke of joodse tradities. Ze zijn zwart en hebben blauwe ogen. Zij kennen alleen vriendelijkheid tegenover een gelovige. Direct na het sluiten van het graf bezoeken Nakir en Munkar de overledene. De familieleden die het graf verlaten hebben, stoppen daarom vaak na veertig passen om soera De Opening te reciteren om de overledene bij te staan in zijn of haar verhoor. De twee engelen zullen vragen: 'Wie is jouw Heer?', 'Wie is jouw profeet?' en 'Wat is jouw godsdienst?' Indien de vragen juist beantwoord worden, zal de tijd tot de Dag des oordeels aangenaam zijn. Zij die de vragen incorrect beantwoorden, worden gestraft.
In de meeste overleveringen wordt vermeld dat voor het verhoor twee engelen benoemd worden en in sommige een. Sommige overleveringen zeggen dat het verhoor na de begrafenis is als de mensen weg zijn bij het graf, terwijl andere zeggen dat het ervoor is. Dit zou dan afhangen van de verschillende daden die men verricht heeft. Als iemand meer gezondigd heeft, dan komt het verhoor als iedereen weg is, zodat de eenzaamheid het verhoor moeilijker maakt. Iemand die goede daden heeft verricht zou één engel krijgen die hem ondervraagt, waarbij moet worden aangetekend dat sommige geleerden van mening zijn dat er wel twee engelen komen, maar dat slechts een de vragen stelt.
Volgens de islam betreedt de ziel na de begrafenis van het lichaam de barzakh. Daar zal de ziel verblijven in afwachting van de Dag des oordeels.